# 飯冨孔明
飯冨 孔明（いいとみ よしあき、1987年（昭和62年）10月16日 - ）は、小鼓方大倉流の能楽師である。

## 概説
飯冨章宏の長男として福岡県太宰府市に生まれる。福岡県立太宰府高等学校卒業。父及び大倉源次郎（大倉流十六世宗家・人間国宝）に師事。初舞台は1997年（平成9年）「嵐山」。他、「石橋」「猩々乱」「道成寺」を披演。
- 1997年（平成9年） - 初舞台 舞囃子「嵐山[3]
- 1997年（平成9年） - 初能「西王母」[3]
- 2006年（平成18年） - 大倉源次郎のもとに入門、書生となる[4]
- 2015年（平成27年） - 「石橋」「乱」「道成寺」を披演

## 能楽公演以外の主な出演
- T.M.Revolution T.M.R. NEW YEAR PARTY '11 LIVE REVOLUTION 出演[5]
- NO NUKES Acoustic Night 2015 出演
- NHK大河ドラマ「麒麟がくる」出演[6]
- TBS金曜ドラマ「俺の家の話」出演[7]

## 脚註